# Gare de Kisaragi
La légende de la gare de Kisaragi est une légende urbaine à propos d'une gare japonaise fictive.

## Mythe
Une femme inconnue portant un masque hygiénique demande à un enfant qui passe : « est-ce que je suis belle ? » L’enfant, apeuré, répond : « Oui… » La femme demande alors : « Même comme cela ? » et retire son masque, découvrant une bouche fendue d’une oreille à l’autre...
Je pense que vous confondez la mythe de Kuchisake-onna et la gare Kisaragi...

## Origines
Pour le professeur Iikura Yoshiyuki, l’histoire de la femme à la bouche fendue trouverait son origine dans une rumeur apparue autour de fin 1978 dans la ville de Yaotsu. Une vieille paysanne avec une bouche apparemment fendue restait debout dans le coin de son jardin.
L'histoire apparaît sur le forum 2channel en 2004. Certains internautes placent la légende dans la gare de Saginomiya.